# Aria Giovanni
Aria Giovanni (Los Angeles, Califòrnia; 3 de novembre de 1977) és el nom artístic de Cindy Renee Volk, una model de glamur i actriu porno nord-americana.

## Biografia
Va néixer a Long Beach, Califòrnia, EUA. Va créixer a la ciutat de Los Angeles, Califòrnia i va estudiar en el Comtat d'Orange. D'acord amb la seva pàgina web, va poder graduar-se de secundària a l'edat de 16 anys, i aleshores va entrar a la universitat.
Aria va estudiar els seus primers anys a la universitat fent la carrera de Biologia. A més dels seus estudis, va rebre classes particulars de matemàtiques, i va treballar com a cambrera per a pagar les seves despeses. Va ser durant aquesta època quan va decidir entrar en el món del modelatje. Va començar a respondre anuncis de periòdic a finals de l'any 1998, i aviat va començar a aparèixer a diverses pàgines web porno amateurs entre elles; BubbleGirls, Amateur Pink, Busty Amateurs, i Seductive Amateurs. Va ser per a Busty Amateurs, quan va aconseguir els seus primers triomfs importants, en donar-se a conèixer com a Kennedy entre les models famoses de aquella època com; Dazzie Kellog i Alissa Perry.
L'any 2000, Aimee Sweet va presentar a Giovanni a la fotògrafa Suze Randall, qui al maig d'aquell any, va fer-li unes fotografies a Giovanni, que van aparèixer en la revista Penthouse, en el mes de setembre d'aquell any Aria va ser la noia Penthouse del mes de la revista. Al mateix temps, va aparèixer en el lloc web Bomis, posant sense roba per a un concurs de Ferrari. Durant la mateixa època de les sessions fotogràfiques per a Penthouse, Aria va ser transferida a la Universitat de Califòrnia, a San Diego, per obtenir el títol en Bioquímica i una diplomatura en Literatura anglesa. Tanmateix, va decidir deixar els seus estudis, ja que sentia que el volum de treball dels seus estudis, no li deixaria temps per a ser model.
Va posar per a la revista Penthouse, i va ser contactada pel productor de pel·lícules softcore Andrew Blake, amb qui va protagonitzar inicialment Blondes and Brunettes l'any 1999, després la seva pel·lícula Aria l'any 2000, i Justine, com co-protagonista juntament amb Aimee Stuart l'any 2001. Va ser l'any 2004, quan va produir la seva primera pel·lícula, Meridians of Passion, que va ser acollida amb gran entusiasme, tant per a la comunitat d'admiradors de l'actriu, com per al món del cinema eròtic. Aria ha aparegut en diverses pel·lícules de tipus softcore, tanmateix, les seves escenes són gairebé sempre de tipus lèsbic. Malgrat haver rebut innombrables ofertes per actuar en el cinema hardcore, tan sols ha realitzat alguns treballs softcore, lèsbics i en solitari, de la mà del director Andrew Blake.
L'any 2001 Aria va actuar amb Monica Snatch en la pel·lícula Survivors Exposed, una paròdia de la sèrie de televisió Survivor. També va aparèixer en el show de cites TV Shipmates. Giovanni ha aparegut també en escenes de bondage, i fetitxisme. Actualment Aria està divorciada, després d'haver estat casada alguns anys amb el guitarrista de rock John Lowery, més conegut com a John Five, exguitarrista de la banda de Marilyn Manson, i actualment guitarrista de la banda de Rob Zombie.

## Filmografia
- PG Porn -primer episodi: Nailing Your Wife (2008)
- Virtual Lap Dancers (2005)
- Meridians Of Passion (2004)
- Naked (2003)
- Justine (2002)
- Ària Giovanni (2002)
- Thrill Seekers (2002)
- Adriana Studio (2002)
- 13 Erotic Ghosts (2002)
- Girlfriends (2001)
- Blondes and Brunettes (2001)
- Ària' (2001)
- Ària Giovanni Digital Desires (2000)